# Deltar

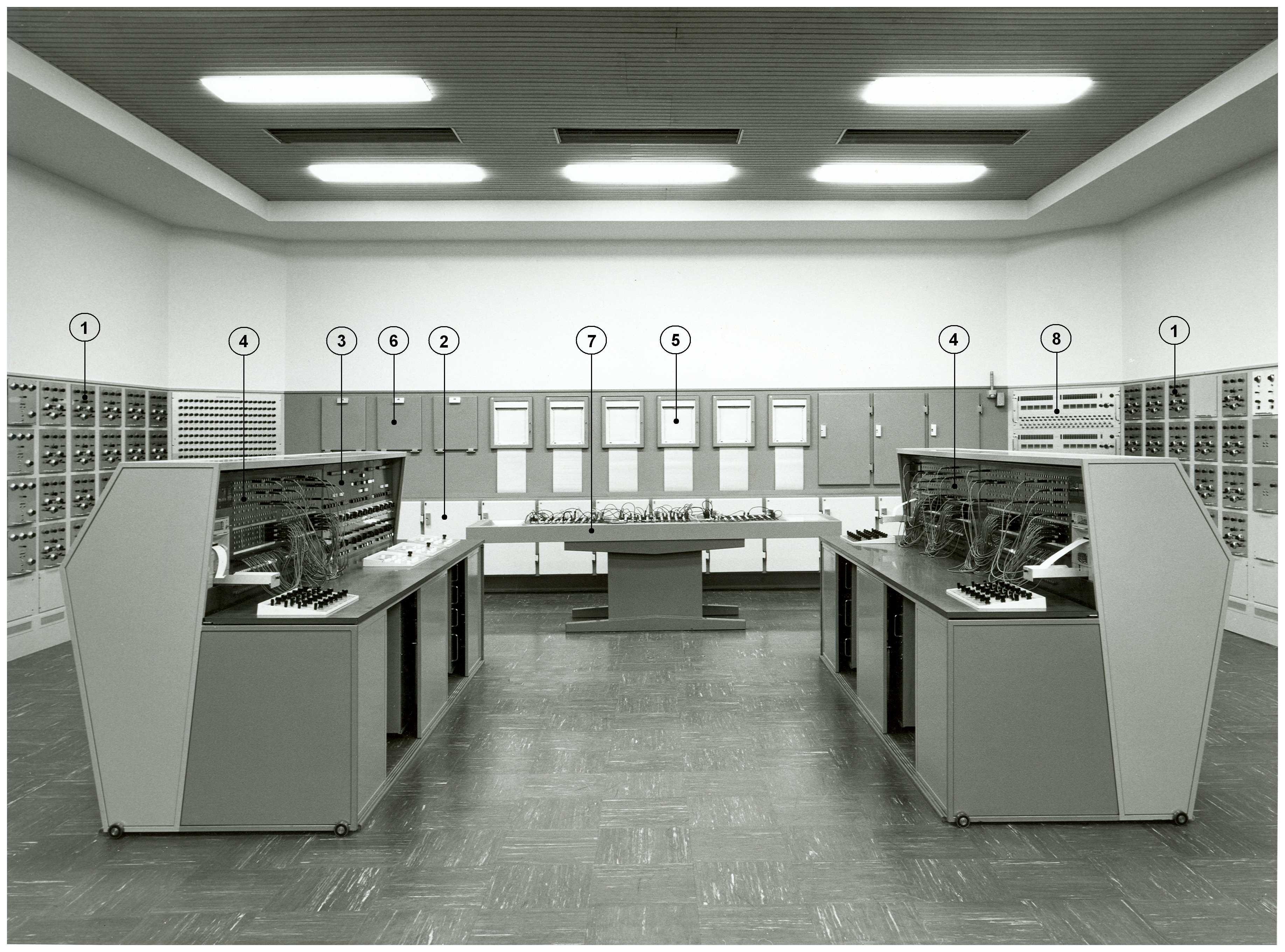
Deltar的布局。 1.類比河段2.外圍設備（打孔帶）3.操作人員控制器4.測量控制器5.類比輸出（記錄器）6.數位輸出（打孔帶）7.設計表（河道配置）8.造風機。

Deltar（Deltar Getij Analogon Rekenmachine，荷蘭語：Delta Tide Analog Calculator）是一台類比電腦，在1960年至1984年投入三角洲工程的設計及實施。這台電腦是根據约翰·范文（Johan van Veen）博士的想法而設計；他也在1944-1946年建造了第一台原型機，1959年范文去世後，J.C. Schönfeld和C.M. Verhagen接手了這項工作。
設計和建造這台電腦的目的是為了進行複雜的計算，預測水壩、堤防和風暴大潮的屏障對莱茵河、默兹河和斯海爾德河的河口潮汐能達到什麼效果。
Deltar之設計是根據水與電之間的性質和行為的類比，主要採用電計量、電荷、電位、電感和電容來模擬水位、流量、蓄水量等物理量。